# Democratische Partij Sint Maarten
De Democratische Partij Sint Maarten (DP, ‘’Democratic Party’’) is een politieke partij in Sint Maarten, die sinds 1954 actief is. De partij werd een lange tijd geassocieerd met zijn krachtige leider, en zakenman, Claude Wathey. Wathey richtte de partij in 1954 samen met Clem Labega op. Wathey trad als politiek leider in 1992 terug. De partij was tot 2018 actief en ging toen op in de United Democrats. In 2023 werd de partij opnieuw opgericht.
Bij de verkiezingen van 18 januari 2002 won de partij 5,5% van de stemmen en daarmee twee van de 22 zetels. Bij de verkiezingen van 27 januari 2006, verloor de partij een zetel. Na de verkiezingen in april 2007 verkreeg de partijleider, Sarah Wescot-Williams, de meeste stemmen. Hiermee kon ze haar leiderschap behouden bij de lokale regering. In 2009 ontstond er een crisis in de partij toen Theo Heyliger (kleinzoon van Claude Wathey) uit de partij stapte en een eigen partij, de United People's Party, oprichtte. Heyliger won vervolgens als leider van deze partij de verkiezingen en ging samen met de DP een regeringscoalitie aan. Tijdens de verkiezingen van 2010, 2014 en 2016 haalde de partij telkens 2 zetels voor de Staten van Sint Maarten.
Op 5 januari 2018 werd bekend dat de Democratische Partij zou gaan fuseren met de United People's Party en verder zou gaan onder de naam United Democrats (UD). Tijdens de Statenverkiezingen van 2018 behaalde de nieuwe partij 7 zetels in de Staten.